# تند و تیز
تند و تیز 
(به تلوگویی: Speedunnodu) و آدم سریع (به انگلیسی: The one with the speed) فیلمی محصول سال ۲۰۱۶ و به کارگردانی بهیمانی سریناواس رائو است. در این فیلم بازیگرانی همچون بلامکوندا سرینیواس، سوناریکا بهادریا، پراکاش راج و تمنا باتیا ایفای نقش کرده‌اند.